# Districtul Tha Chana
Tha Chana (în thailandeză ท่าชนะ) este un district (Amphoe) din provincia Surat Thani, Thailanda, cu o populație de 51.664 de locuitori și o suprafață de 687,4 km².

## Componență
Districtul este subdivizat în 6 subdistricte (tambon), which in turn are subdivided into 81 de sate (muban).
| Nr. | Nume       | În thailandeză | Sate | Locuitori |
| --- | ---------- | -------------- | ---- | --------- |
| 1.  | Tha Chana  | ท่าชนะ          | 10   | 06,869    |
| 2.  | Samo Thong | สมอทอง         | 10   | 06,088    |
| 3.  | Prasong    | ประสงค์         | 26   | 19,372    |
| 4.  | Khan Thuli | คันธุลี           | 14   | 08,104    |
| 5.  | Wang       | วัง             | 08   | 03,573    |
| 6.  | Khlong Pha | คลองพา         | 13   | 07,658    |

|| 
|}